# Nomenclatura Gramatical Portuguesa

## História e Criação
A Nomenclatura Gramatical Portuguesa (NGP) de 1967, elaborada sob coordenação de Manuel de Paiva Boléo, um mais destacados linguistas portugueses, foi aprovada pela Portaria n.º 22 664, de 28 de Abril de 1967.
Antes da sua homologação final em 1967, a NGP foi objecto de um longo período de gestação e discussão, durante o qual vários projectos e anteprojectos foram circulados e debatidos. [carece de fontes?]
Durante cerca de quatro décadas a NGP serviu de base e de apoio ao ensino da língua portuguesa nos graus básico e secundário do ensino.

## Estrutura e conteúdos
A NGP é uma lista hierarquizada de termos gramaticais e linguísticos  de referência: é uma terminologia simples, não um glossário ou dicionário. Os termos da NGP designam de forma normalizada conceitos básicos de Gramática e Linguística que os professores de língua portuguesa deveriam dominar e, nalguns, casos, transmitir aos alunos dos Ensinos Básico e Secundário.
A NGP não contém, portanto, definições: o objectivo da nomenclatura era definir e normalizar uma rede conceptual de referência. A definição de uma rede ou grelha conceptual é tarefa fundamental para a estruturação de práticas discursivas e comunicativas em qualquer área técnico-científica. Ao contrário da NGP, a TLEBS, que a substituiu em 2007, não assenta numa tal pré-definição, o que à partida diminui muito o seu valor como instrumento normativo e de referência.
[em curso]

## Revogação
A NGP foi revogada e substituída pela Terminologia para os Ensinos Básico e Secundário, a título de experiência pedagógica, pela Portaria n.º 1488/2004, de 24 de Dezembro. A TLEBS, na sequência de forte contestação pela opinião pública e linguistas destacados, viria a ser suspensa em 2007 pelo Ministério da Educação para revisão. Após a revisão, na qual cerca de um terço dos verbetes foram suprimidos, foi transformada num Dicionário Terminológico disponível on-line.